# Gloria (pel·lícula de 2014)
Gloria és una pel·lícula mexicana de 2014 dirigida pel suís Christian Keller, amb guió de Sabina Berman i protagonitzada per Sofía Espinosa Carrasco i Marco Pérez. És un biopic que relata la vida de la polèmica cantant mexicana Gloria Trevi (Gloria de los Ángeles Treviño Ruiz).

## Sinopsi
Encara que comença amb el vertiginós ascens a la fama de la Trevi de la mà del seu mestre Sergio Andrade, l'eix central de la trama gira al voltant de l'eslògan «La fama té un alt preu». És així com Gloria es veu embullada en un dels escàndols sexuals més grans de tots els temps, deslligat en la dècada dels 90: acusada de tràfic de menors i assenyalada com a còmplice de Sergio Andrade en violació agraviosa, els mitjans de comunicació descobreixen la relació sentimental entre la cantant i el seu representant, deixant al descobert la corrupció i manipulació de dotzenes de nenes que van tenir també una relació poc sana amb Andrade.
La pel·lícula s'acompanya amb el repertori musical que va portar a la Trevi directament a la glòria per a posteriorment ser testimoniatge de les seves emocions durant la seva caiguda. A més s'utilitza sota humorisme una clara crítica del mitjà de la faràndula a Mèxic: on un home abusa del seu poder, es presenten dones tant madures com menors d'edat que ambicionen i es presten al que sigui per a ser una estrella i així com també pares de família i mitjans de pocs escrúpols que xoquen en un esgarrifós relat. Del qual la cantant s'allibera sense ressentiment ni culpa, argumentant que l'amor ens pot portar als llocs més brillants coberts de glòria com també al mateix infern amb pèrdues irreparables i estigmes socials que marquen a un per sempre. Després del seu pas per la presó a Rio de Janeiro, Brasil ella decideix separar el seu cas judicial voluntàriament de Sergio Andrade i sent això la seva última trobada ella és trasllada a Mèxic i la deixen anar tres anys després, reprenent la seva carrera artística.

## Repartiment
- Sofía Espinosa - Gloria Trevi
- Marco Pérez - Sergio Andrade
- Tatiana del Real - María Raquenel
- Ximena Romo - Aline Hernández
- Osvaldo Ríos - El Tigre
- Ricardo Kleinbaum - Advocat
- Moises Arizmendi - Fernando Esquina
- Magali Boysselle - Mónica Ga
- Estefanía Villarreal - Laura
- Paula Serrano - Reportera espanyola

## Repertori musical de Gloria Trevi
Durant la pel·lícula apareixen fragments de la cançó "Amor Cavernícola" composta per Gloria Trevi i que apareix en el material discogràfic de l'agrupació Boquitas Pintadas (1985); Les cançons de "Mañana" i "Dr. Psiquiatra" que apareixen en el seu primer disc com a solista ¿Qué hago aquí? (1989); la cançó "Pelo suelto" (1991) la més reeixida de la cantant; "Con los ojos cerrados" del seu disc Me siento tan sola (1992); posteriorment apareixen les cançons "La papa sin catsup", "Que bueno que no fui Lady Di" i "El recuento de los daños" que apareixen en el disc més venut de la Trevi, Más turbada que nunca (1994). Finalment fa una lleugera aparició la cançó "Como nace el universo" del seu primer disc fora de presó (2005).

Durant els crèdits es pot apreciar en concert "Todos me miran" del seu disc La trayectoria (2006); cançó que torna a col·locar a la cantant en l'atenció pública després del seu escàndol.

## Polèmica
El film va ser polèmic dins de la faràndula mexicana per no comptar a l'inici amb l'autorització de la cantant, argumentant inclusivament que havia estat estafada per a cedir els drets de la seva imatge, així com també va acusar la guionista d'oportunista en incloure versions de la història de gent que, a dir de Trevi, només volien tornar a danyar la seva imatge.

No obstant això, tant els productors com el guionista van continuar amb el projecte fins a arribar a les sales de cinema oficialment l'1 de gener de 2015.

## Taquilla
La cinta no va comptar amb bons resultats, s'esmentava que va comptar amb un pressupost de $ 9.000.000 de pesos i només va recaptar en sales mexicanes no més de $30.000.000. La recaptació en taquilla del film es va veure fortament afectada per la seva distribució en establiments de pirateria un mes abans que la pel·lícula fos estrenada a les sales de cinema (9 de desembre de 2014 i 1 de gener de 2015, respectivament). Per això, el director de la pel·lícula va afirmar, en el seu moment, que la pel·lícula que es va començar a distribuir de manera il·legal era "una versió molt anterior a la que seria estrenada a les sales de cinema". Universal va cridar a la gent a no contribuir amb el negoci de la pirateria.

## Crítica
"Una biopic sobre l'ascens i l'escandalosa caiguda de la cantant Gloria Trevi es prestaria al pitjor dels sensacionalisme. I no obstant això la pel·lícula ho evita, 'Gloria' és potser la millor biopic aconseguida pel cinema mexicà" - Leonardo García Tsao: Diario La Jornada.

La crítica de la premsa mexicana incorre a lloar el guió, la producció i les actuacions, no obstant això assenyalen que els baixos resultats en taquilla són pel fet que la població mexicana era cansada del tema.

## Premis
Va ser una de les 14 pel·lícules seleccioades per Mèxic per optar a l'Oscar a la millor pel·lícula de parla no anglesa als Premis Oscar de 2015, però finalment fou seleccionada 600 millas.
En la cerimònia anual dels Premis Ariel concedits per l'Academia Mexicana de Artes y Ciencias Cinematográficas va guanyar cinc premis de 14 nominacions.
| 2016 | Gloria                                             | Millor pel·lícula         | Nominat   |
| 2016 | Christian Keller                                   | Millor opera prima        | Nominat   |
| 2016 | Sofía Espinosa                                     | Millor actriu             | Guanyador |
| 2016 | Marco Pérez                                        | Millor actor              | Guanyador |
| 2016 | Tatiana del Real                                   | Millor revelació femenina | Nominat   |
| 2016 | Sabina Berman                                      | Millor guió original      | Nominat   |
| 2016 | Julieta Álvarez                                    | Millor direcció artística | Nominat   |
| 2016 | Adriana Martínez, Patricia Rommel                  | Millor edició             | Guanyador |
| 2016 | Raúl Prado, Edgar Piña, Juan Carlos Lepe           | Millors efectes visuals   | Nominat   |
| 2016 | Martín Boege                                       | Millor fotografia         | Nominat   |
| 2016 | Lorne Balfe                                        | Millor música original    | Nominat   |
| 2016 | Matías Barberis, Jaime Baksht, Michelle Couttolenc | Millor so                 | Guanyador |
| 2016 | David Gameros                                      | Millor maquillatge        | Guanyador |
| 2016 | Gilda Navarro                                      | Millor vestuari           | Nominat   |